# 大井川鉄道cシキ300形貨車
大井川鉄道cシキ300形貨車（おおいがわてつどうcシキ300がたかしゃ）は大井川鐵道に所属する大物車。

## 概要
1954年（昭和29年）に井川線の前身である中部電力専用線において、井川ダム建設の際に発電機や変圧器の大型機材を輸送する必要があったため、同年4月に飯野産業（現・日立造船）で2両（シキ301・シキ302）が製造された。2軸ボギー低床式大物車である。
全長11,000 mm・自重11 t・車体幅1,700 mmと小型ながら、荷重25 tで名実ともにシキである。最大幅は台車の揺れ枕部分の1,790 mm。荷台高さはレール面から900 mmで、最大高は手ブレーキのハンドルの高さである1,967 mmとなっている。井川線に在籍する全車両に装備されている、アプト式区間通過対策のための制御車からの制御引き通しは設けられていない。
私有貨車で、車籍は大井川鐵道に所属するが、所有者は中部電力である。
シキ302が1972年（昭和47年）10月10日付で廃車となったため、現在はシキ301のみが在籍している。大物車の特性から、土砂崩れの復旧工事等に必要な重機を運搬するために使用されたことがある。